# Hessischer Baseball und Softball Verband
Der Hessische Baseball und Softball Verband (HBSV) ist der für Hessen zuständige Landesverband des Deutschen Baseball und Softball Verbandes (DBV). In ihm sind 18 Baseball- und Softballvereine organisiert. Gegründet wurde der HBSV 1986. Vereinssitz ist Darmstadt; die Geschäftsstelle befindet sich in Griesheim.

## Spielbetrieb
Der HBSV ist für die Organisation des Spielbetriebs unterhalb der drei DBV-Ligen zuständig. Im Softball und teilweise auch beim Nachwuchs erfolgt die Organisation gemeinsam mit dem Südwestdeutschen Baseball- und Softballverband (SWBSV).
Ligastruktur Baseball:
- Verbandsliga BB
- Landesliga Nord
- Landesliga Süd
- außerdem: Hessenpokal[4]

Ligastruktur Softball:
- Verbandsliga SB
- Rhein-Main-Liga (Mixed Slow Pitch; außerhalb des HBSV)[5]
- außerdem: Hessenpokal SB[4]

Nachwuchsligen:
- Junioren BB
- Juniorinnen SB
- Jugend Verbandsliga
- Jugend Landesliga
- Schüler Ost
- Schüler West

## Vereine
mit Kürzel und Gründungsjahr:
- Pilots Rhein Main (PRM; 2020)
- Babenhausen Blue Devils (BAB; 1997)
- Bad Homburg Hornets (HOM; 1992; auch 2. Baseball-Bundesliga)
- Bensheim Knights (BEH; 2017)
- Darmstadt Rockets (DAR; 1986)
- Darmstadt Whippets (DAW; 1992; auch 2. Baseball-Bundesliga)
- Dreieich Vultures (DRE; 1992)
- Erbach Grasshoppers (ERB; 1986)
- Frankfurt Eagles/Äpplers (FRA; 1991; auch 2. Baseball-Bundesliga)
- Japan Eagles Frankfurt (JEF; nur Rhein-Main-Liga)
- Friedberg Braves (FRI; 1987)
- Fulda Blackhorses (FUL; 1995)
- Gießen Busters (GIE; 1990)
- Hünstetten Storm (HUN; 2003; auch 2. Baseball-Bundesliga)
- Kassel Herkules (KAS; 1989)
- Main-Taunus Redwings (MTR, Hofheim; 1994)
- Rüsselsheim Moskitos (RUS; 1986)
- Wiesbaden Flyers (WIF; 1993)

### Ehemalige Vereine
im Verbandsgebiet:
- Angersbach Bandits
- Darmstadt Colt 45
- Dreieich Patriots
- Frankfurt Giants
- Frankfurt Lorbeeren
- Frankfurt Metros
- Frankfurt Pirates
- Frankfurt Zentauren
- Frankfurt-Höchst Piranhas (nur Jugend)
- Fulda Rhöngers
- Gemünden Angels
- Georgenborn Georgetown Peanuts (nur Jugend)
- Gießen Hurricanes (mit Busters fusioniert)
- Hanau Black Wings
- Hanau Padres
- Hatzbach Red Stars
- Heblos Rabbits
- Höchst Highlanders
- Kirchhain Bears
- Korbach Colliders
- Lorsch Sandrabbits
- Marburg Panthers
- Messel Devils
- Neu Anspach Eagles (mit Frankfurt fusioniert)
- Reinheim Rhinos
- Viernheim Amigos
- Wehrheim Racoons (gingen in Neu Anspach auf)
- Weiterstadt Vipers

## Meister
der letzten Jahre:
Verbandsliga Baseball
- 2011 Main-Taunus Redwings (Aufsteiger: Dreieich Vultures)
- 2012 Kassel Herkules (kein Aufsteiger)
- 2013 Rüsselsheim Moskitos (kein Aufsteiger)
- 2014 Frankfurt Metros (Aufsteiger: Bad Homburg Hornets 2)
- 2015 Hünstetten Storm (aufgestiegen)
- 2016 Hanau Black Wings (kein Aufsteiger)
- 2017 Rüsselsheim Moskitos (Aufsteiger: Kassel Herkules)
- 2018 Dreieich Vultures (kein Aufsteiger)
- 2019 Dreieich Vultures (kein Aufsteiger)
- 2020 keine Saison aufgrund Covid-19
- 2021 Nord: Fulda Blackhorses; Süd: Erbach Grasshoppers (kein Aufsteiger)
- 2022 Frankfurt Eagles (aufgestiegen)
- 2023 Erbach Grasshoppers
- 2024 Main-Taunus Redwings

Hessenpokal Baseball
- 2018 Darmstadt Whippets
- 2019 Darmstadt Whippets
- 2022 Darmstadt Whippets
- 2023 Bad Homburg Hornets

Verbandsliga Softball
- 2016 Mainz Athletics
- 2017 Dreieich Vultures
- 2018 SG Frankfurt/Gießen „Äppsters“
- 2019 SG Frankfurt/Gießen „Äppsters“
- 2022 SG Darmstadt Rockets/Dreieich Vultures
- 2023 SG Darmstadt Rockets/Dreieich Vultures/Hünstetten Storm
- 2024 Frankfurt Äpplers

Hessenpokal Softball
- 2018 Dreieich Vultures
- 2019 SG Frankfurt/Gießen „Äppsters“